# Sandra Auffarth
Sandra Auffarth (Delmenhorst, 1986. december 27. –) olimpiai bajnok német lovas. Magassága 170 cm, tömege 58 kg.

## Olimpiai szereplése
A 2012-es londoni olimpián Opgun Louvo nevű lovával egyéni lovastusában bronzérmet szerzett, a lovastusa csapat tagjaként pedig aranyat. 2016-ban az ezüstérmes csapat tagja volt.